# Robert DiBernardo
Robert „DB“ DiBernardo (* 31. Mai 1937 Hewlett, New York City; † 5. Juni 1986 Bensonhurst, Brooklyn) war ein italo-amerikanischer Mobster der La Cosa Nostra in New York City. Er hatte den Rang eines Caporegime in der Gambino-Familie.

## Leben

### Aufstieg
Über seine frühen Jahre ist wenig bekannt. Er verdiente mit pornographischen Produkten für Mafia-Verhältnisse viel Geld und war innerhalb der Familien hoch angesehen.

### John Zaccaro und Geraldine Ferraro
1984 stellte die demokratische Partei Walter Mondale und Geraldine Ferraro als Präsidentschaftskandidaten und Vizepräsidentschaftskandidatin für die Wahl 1984 auf. Während des Wahlkampfs wurden Steuererklärungen von John Zaccaro, dem Ehemann Ferraros zum Wahlkampfthema gemacht. Die Zeitung The Philadelphia Inquirer versuchte auch zu beweisen, dass Zaccaro Immobiliengeschäfte mit DiBernardo gemacht hatte, was jedoch zurückgezogen wurde. Die Finanzen des Gatten wurden im Wahlkampf gegen Ferraro verwendet. Mondale und Ferraro verloren gegen Reagan und Bush erdrutschartig.

### Ermordung
Der Underboss der Gambino-Familie Sammy Gravano erzählte seinem Boss John Gotti, dass ihm der Capo Angelo Ruggiero mitgeteilt hätte, DiBernardo sei nicht zu trauen. Gravano bat darum DiBernardo ermorden zu dürfen und Gotti stimmte zu.
Am 5. Juni 1986 wurde DiBernardo zu einem Gespräch mit Gravano bestellt, der mit Joseph Paruta einen seiner Handlanger – auch bei Ermordungen – mitgebracht hatte. Paruta stand auf, um DiBernardo einen Kaffee zu holen und schoss diesem in den Hinterkopf. Gravano sagte später aus, dass er erfahren hatte, dass Ruggiero 250.000 US-Dollar Schulden bei DiBernardo gehabt hatte und wahrscheinlich deswegen Gerüchte über ihn verbreitet hatte.
Diese Geschichte kann aber ebenfalls erfunden gewesen sein, denn auch Gravano profitierte von der Ermordung und übernahm DiBernardos Teamsters-Lokal 282.

## Adaptionen
- In Der Untergang der Cosa Nostra (1996), einem Fernsehfilm von HBO wird er von Frank Vincent dargestellt.
- In The Mob – Der Pate von Manhattan spielt ihn Tony Kruk.